# Pápaszemes hangyászmadár
A pápaszemes hangyászmadár (Phlegopsis nigromaculata) a madarak osztályának verébalakúak (Passeriformes) rendjébe és a hangyászmadárfélék (Thamnophilidae) családjába tartozó faj.

## Rendszerezése
A fajt Alcide d’Orbigny és Frédéric de Lafresnaye írták le 1837-ben, a Myothera nembe Myothera nigro-maculata néven.

## Alfajai
- Phlegopsis nigromaculata bowmani Ridgway, 1888
- Phlegopsis nigromaculata confinis Zimmer, 1932
- Phlegopsis nigromaculata nigromaculata (Orbigny & Lafresnaye, 1837)
- Phlegopsis nigromaculata paraensis Hellmayr, 1904[2]

## Előfordulása
Dél-Amerikában, Bolívia, Brazília, Kolumbia, Ecuador és Peru területén honos. Természetes élőhelyei a szubtrópusi vagy trópusi síkvidéki esőerdők és mocsári erdők. Állandó, nem vonuló faj.

## Megjelenése
Testhossza 16,5–17,5 centiméter, testtömege 42–51 gramm. Fekete feje és csupasz, vörös szemgyűrűje van. Tollazata barna, cseppszerű mintázattal.

## Életmódja
Főleg rovarok és más ízeltlábúakkal táplálkozik, de  vándorhangyák által felzavart más élőlényeket is fogyaszt.

## Szaporodása
Általában pálmafa üregébe készíti fészkét.

## Természetvédelmi helyzete
Az elterjedési területe rendkívül nagy, egyedszáma csökken, de még nem éri el a kritikus szintet. A Természetvédelmi Világszövetség Vörös listáján nem fenyegetett fajként szerepel.